# 鹽土老翁
鹽土老翁（シオツチノオジ，Shiotsuchi Nooji）是日本神話故事中出現的鹽竈明神，《古事記》中表記作鹽椎神（日语：／ Shiotsuchi Nogami）、《日本書紀》中作鹽土老翁、鹽筒老翁，《先代舊事本紀》中作鹽土老翁，別名為事勝國勝長狹神（／）。

## 概要
《日本書紀》卷第二記載天孫降臨的故事裡，從天下凡的天津彥彥火瓊瓊杵尊降臨在日向高千穗之山峰，抵達吾田國（今南薩摩市）長屋笠狹之碕時事勝國勝長狹出現，此人請天孫在該地任意遊之。稍後第四種說法裡出現事勝國勝長狹神乃是伊奘諾尊之子，別名為鹽土老翁。此外，在神武東征的故事中，神武天皇聽聞鹽土老翁曾云「東有美地青山」，遂興起東征之念，欲前往建立都城。
在山幸彥與海幸彥的故事裡，因遺失了火闌降命重要釣鉤的彥火火出見尊哭泣喟嘆時，鹽土老翁聽完彥火火出見尊道盡原委，便駕舟載著他循潮路前往海神宮，叫他躲在海神宮前的樹上，等待海神晉見他。

## 解說
鹽土老翁之日文含有「潮汐之靈」、「潮汐之路」的意義，因此乃司掌海洋潮汐、航海之神。在記紀的神話故事中，鹽土老翁扮演的皆是提供訊息情報給主人公、在重要時刻指示下一步行動的重要角色。這和希臘神話裡某些「海邊的老人」一樣，都是表達海洋神祇傳授智慧知識給人類之意涵。
除此之外，也有人相信鹽土老翁是製鹽之神。位於宮城縣鹽竈市的總本社鹽竈神社在介紹裡寫道，武甕槌神和經津主神乃是鹽土老翁的前導，並於平定葦原中國亂事後化身成家家戶戶的鹽竈。雖然前二神祇馬上返回天上，但鹽土老翁卻留下來並教導人類捕魚和製鹽。因此，鹽土老翁非但為海神、製鹽神，更是咒術、預言之神，在日本各地的鹽釜神社被人供奉信仰。

## 信仰
在日本主祭鹽土老翁的神社除各地之鹽竈神社、鹽釜神社外，另計有下述：
- 鹽竈神社（宮城縣鹽竈市）：全國鹽竈神社、鹽釜神社之總本社。
- 天健金草神社（島根縣隱岐郡）
- 胡宮神社（滋賀縣犬上郡多賀町）
- 青島神社（宮崎縣宮崎市）
- 益救神社（鹿兒島縣熊毛郡上屋久町）

## 內部連結
- 鹽竈神社
- 神武東征

## 外部連結
- （日語）
- （日語）
- （日語）